# Isabel da Grã-Bretanha
Isabel Carolina de Gales ( em inglês: Elizabeth Caroline; 10 de janeiro de 1741 — 4 de setembro de 1759) foi um membro da família real britânica, neta do rei Jorge II e irmã do rei Jorge III.

## Primeiros anos
A princesa Isabel nasceu em Norfolk House, na St. James Square, Westminster. O seu pai era Frederico, príncipe de Gales, filho mais velho do rei Jorge II da Grã-Bretanha e da duquesa Carolina de Ansbach. A sua mãe era a princesa de Gales (nascida duquesa Augusta de Saxe-Gota). Foi baptizada vinte e cinco dias depois do seu nascimento, em Norfolk House, pelo bispo de Oxford, Thomas Secker. Os seus padrinhos foram o marquês de Brandemburgo-Ansbach (seu primo em segundo-grau por casamento) que foi representado na cerimónia por Lord Baltimore, mordomo do seu pai, a rainha da Dinamarca, representada pela viscondessa Anne de Irvine, e a duquesa de Saxe-Gota, a sua tia materna, representada por Lady Jane Hamilton.

## Últimos anos
Sabe-se pouco da sua curta vida, além de um fragmento escrito sobre ela numa carta de Walpole:
| “ | Perdemos mais uma princesa, Lady Isabel. Morreu de doença inflamatória intestinal em dois dias. O aspecto dela era tão infeliz que teria sido muito difícil para ela ser feliz, mas a sua aplicação era extraordinária. Vi-a representar em "Cato" quando ela tinha oito anos (na altura já não se conseguia aguentar em pé sozinha, mas encostou-se contra um adereço,), e fê-lo melhor do que qualquer dos seus irmãos e irmãs. Tinha já uma saúde tão frágil que, com aquela idade, ainda não lhe tinham ensinado a ler, mas tinha aprendido o seu papel, o de Lúcia, ouvindo os outros enquanto eles estudavam os seus papéis. Foi ter com os pais e implorou-lhes para a deixarem actuar. Eles tentaram dissuadi-la o melhor que conseguiram - depois quis repetir o seu papel e, quando o fez, fê-lo tão dignamente que não houve forma de lhe negar permissão. | ” |

 - Carta de Horace Walpole, 4.º conde de Orford, a Horation Mann, datada de 13 de Setembro de 1759.
Isabel morreu no dia 4 de Setembro de 1759 no Palácio de Kew, em Londres, e foi enterrada na Abadia de Westminster.

## Títulos e estilos
- 10 de janeiro de 1741 – 4 de setembro de 1759: Sua Alteza Real Princesa Isabel da Grã-Bretanha e Irlanda [4]

## Genealogia
| Isabel de Gales | Pai: Frederico, Príncipe de Gales | Avô paterno: Jorge II da Grã-Bretanha             | Bisavô paterno: Jorge I da Grã-Bretanha                |
| Isabel de Gales | Pai: Frederico, Príncipe de Gales | Avô paterno: Jorge II da Grã-Bretanha             | Bisavó paterna: Sofia Doroteia de Brunsvique-Luneburgo |
| Isabel de Gales | Pai: Frederico, Príncipe de Gales | Avó paterna: Carolina de Ansbach                  | Bisavô paterno: João Frederico de Brandemburgo-Ansbach |
| Isabel de Gales | Pai: Frederico, Príncipe de Gales | Avó paterna: Carolina de Ansbach                  | Bisavó paterna: Leonor Edmunda de Saxe-Eisenach        |
| Isabel de Gales | Mãe: Augusta de Saxe-Gota         | Avô materno: Frederico II de Saxe-Gota-Altemburgo | Bisavô materno: Frederico I de Saxe-Gota-Altemburgo    |
| Isabel de Gales | Mãe: Augusta de Saxe-Gota         | Avô materno: Frederico II de Saxe-Gota-Altemburgo | Bisavó materna: Madalena Sibila de Saxe-Weissenfels    |
| Isabel de Gales | Mãe: Augusta de Saxe-Gota         | Avó materna: Madalena Augusta de Anhalt-Zerbst    | Bisavô materno: Carlos de Anhalt-Zerbst                |
| Isabel de Gales | Mãe: Augusta de Saxe-Gota         | Avó materna: Madalena Augusta de Anhalt-Zerbst    | Bisavó materna: Sofia de Saxe-Weissenfels              |